# أو أس أن يا هلا
أو أس أن هي شبكة تلفزيونية عربية مملوكة لشركة شبكة أوربت شوتايم (OSN). تشمل البرمجة البرامج الحوارية وبرامج الواقع وعروض نمط الحياة والدراما والكوميديا.